# 邁亞特鎮區 (阿肯色州富爾頓縣)
邁亞特鎮區（英語：Myatt Township）是位於美國阿肯色州富爾頓縣的一個行政鎮區。

## 地方資料
邁亞特鎮區的面積為92.70平方千米，當中陸地面積為92.63平方千米，而水域面積為0.07平方千米。根據2010年美國人口普查的數據，當地共有人口191人，而人口密度為每平方千米2.06人。